# 권영준 (1986년)
권영준(權永俊, 1986년 6월 4일 ~ )은  KBO 리그 전 롯데 자이언츠의 내야수이다.
2009년 12월 17일부터 2011년 10월 16일까지 경찰 야구단에서 군 복무를 마쳤고, 제대 후 1군에 처음 올라왔다.

## 출신 학교
- 달북초등학교
- 사직중학교
- 부산고등학교
- 고려대학교